# Terme di San Calogero
Le Terme di San Calogero sono una stazione termale situata sull'isola di Lipari, nelle isole Eolie, in Sicilia. L'attuale stabilimento, che sorge ad alcuni chilometri di distanza dai centri abitati, entrò in funzione probabilmente nel 1872, per lo sfruttamento di sorgenti termali note ed utilizzate già dall'antichità. Dal 1975 lo stabilimento è chiuso e dal 2011 è stato adibito ad area museale e di esposizione.

## Caratteristiche
Le sorgenti termali sono collocate nella parte occidentale dell'isola, a circa 150 metri s.l.m. Hanno una composizione chimica bicarbonato-solfato sodica e pH vicino alla neutralità. Si tratta, probabilmente, di acque poco profonde, provenienti da precipitazioni atmosferiche, con l'apporto di vapori geotermici di origine vulcanica, ricchi di gas acidi (in particolare anidride carbonica ed acido solfidrico). Esse sgorgano alla temperatura di circa 50° centigradi.

## Storia

### Dall'antichità al XIX secolo

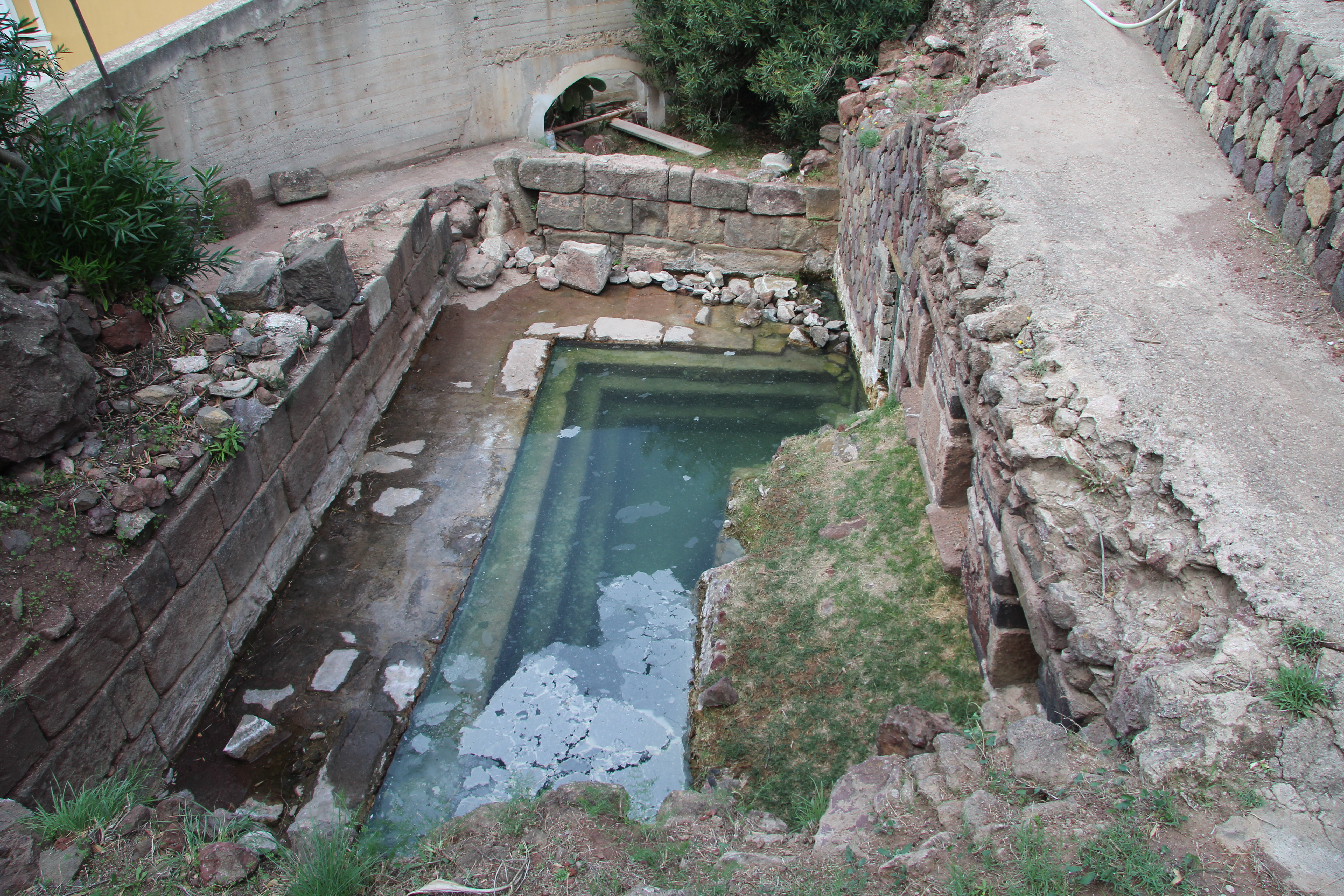
Antica vasca

Le Terme di San Calogero sono indubbiamente il più importante fenomeno termale dell'isola, ma non l'unico: sono a tutt'oggi presenti sorgenti in località Bagno Secco e nel paese di Lipari, inoltre se ne ricordano altre in località Pignataro. Anche il paese di Acquacalda ricorda nel proprio nome una sorgente termale non più identificabile.
Per quanto riguarda le terme di San Calogero, la scoperta nel 1984 di un antico thòlos di origine micenea ha fatto supporre agli archeologi che tali terme siano utilizzate dal XV secolo a.C. circa. Si tratterebbe dunque del più antico edificio termale del Mar Mediterraneo. Il primo documento storico che testimonia l'utilizzo delle terme, databile intorno al 50 a.C., è l'opera Bibliotheca historica del greco Diodoro Siculo, che racconta come le terme fossero assai rinomate ed utilizzate da molte persone provenienti dalla Sicilia per la cura di numerose malattie. Altri riferimenti sono in Strabone, Plinio il Vecchio ed Ateneo di Naucrati.

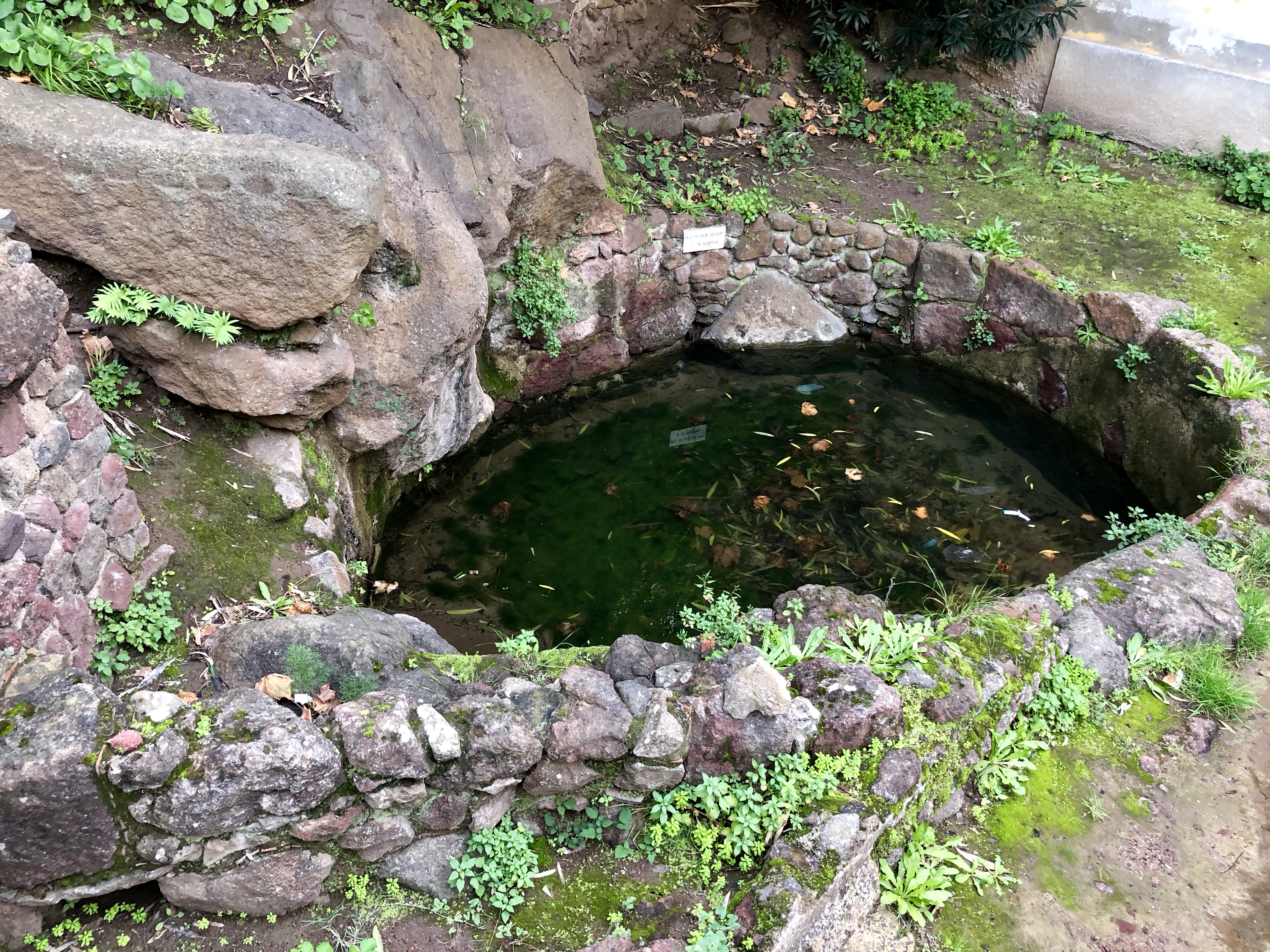
Vasca di epoca ellenistica

Nel IV secolo le terme furono dissestate da un violento terremoto; cominciò dunque un periodo di decadenza, cui pose rimedio nel 530 Calogero di Sicilia, il futuro San Calogero, che riattivò le terme al punto che esse gli furono in seguito intitolate. Nei secoli successivi comunque l'isola di Lipari entrò in un periodo di decadenza che coinvolse inevitabilmente anche le terme, tanto che su di esse non si hanno più documenti storici fino al 1694. In quest'anno lo storico Pietro Campis descrisse le terme come funzionanti e di grande utilità per numerosi malati, e nel 1778 il pittore Jean-Pierre Houël raffigurò le terme ed un gruppo di degenti.
Tra la fine del XVIII e l'inizio del XIX secolo gli studiosi Lazzaro Spallanzani e Francesco Maria Filomena esaminarono le acque termali, rilevandone le buone proprietà curative. Nel 1856, in un'appendice all'opera Storia delle malattie endemiche ed epidemiche dell'isola di Lipari, il medico liparese Ferdinando Rodriquez descrisse l'uso medico dell'acqua sulfurea delle Terme di San Calogero per la cura delle malattie cutanee. Tuttavia nel 1860 la scrittrice Elpis Melena (pseudonimo di Maria Esperance von Schwartz) descrisse le terme come in piena decadenza, poco utilizzate, e più in generale giudicò l'intera isola di Lipari in uno stato deprecabile.

### Dall'unità d'Italia in avanti
Tra il 1865 ed il 1870 venne progettato ed edificato l'attuale edificio termale, che entrò in funzione probabilmente nel 1872. Si ipotizza che lo stabilimento fosse aperto per alcuni mesi l'anno, forse da giugno a settembre, ma fin dai primi anni, nonostante il discreto utilizzo da parte di malati siciliani e calabresi, e nonostante fossero presenti strutture per il vitto ed il pernottamento, le entrate non riuscivano a compensare le spese.

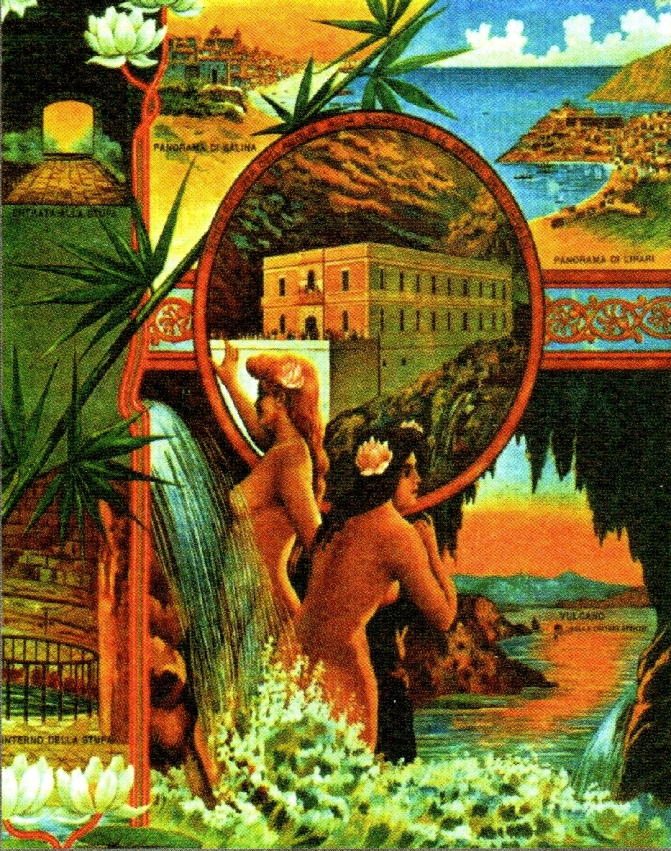
Manifesto pubblicitario delle terme di San Calogero realizzato nel 1903

Nei decenni successivi si succedettero numerose gestioni, che però non riuscirono a rendere redditizio lo stabilimento termale, anche a causa di catastrofi naturali ed avvenimenti storici avversi, come l'eruzione del cratere di Vulcano negli anni 1888-1890, il devastante terremoto di Messina del 1908 e lo scoppio delle due guerre mondiali.
Alla fine della seconda guerra mondiale le terme riaprirono sotto una nuova gestione, ma col passare degli anni risultarono sempre più evidenti le condizioni di arretratezza strutturale in cui esse versavano (mancava persino la linea telefonica), che impedivano loro di assurgere a quel ruolo di volano per lo sviluppo economico delle isole Eolie, che pure avrebbero potuto ricoprire. Dalla metà degli anni sessanta al 1975 le terme curavano circa 150 degenti l'anno, con un leggero attivo di bilancio, ma anche con numerosi problemi igienico-sanitari e di arretratezza infrastrutturale.
Tali problemi portarono lo stabilimento alla chiusura nel 1975. Da allora sono stati eseguiti lavori di ristrutturazione verso la metà degli anni ottanta (peraltro da molti giudicati inopportuni e dannosi, come l'eliminazione degli alloggi per il pernottamento e la realizzazione di una vasca che presupponeva una portata delle acque ben più grande di quella reale) e si sono susseguiti numerosi progetti. Tuttavia le terme non sono più state riaperte e fino al 2011 sono state saltuariamente utilizzate soltanto come attrazione turistica.

### La rifunzionalizzazione del 2011
Dal 2011 l'ex stabilimento termale di San Calogero è stato rifunzionalizzato da una cooperativa sociale e all'interno si susseguono stagionalmente diversi eventi d'arte contemporanea (anche a carattere internazionale).
Dal 2013 è stato inoltre realizzato un Ecomuseo della Memoria sulla storia delle Terme di San Calogero e della pomice di Lipari, nato con l'intento di ricordare, illustrare e valorizzare tematiche e avvenimenti che sono fondamentali per la storia delle Isole Eolie, attraverso l'esposizione di fotografie antiche, testimonianze storiche e ricostruzioni di ambienti di lavoro con attrezzi d'epoca. Visibile anche un documentario di Lionetto Fabbri che vinse il Gran Premio Orso d'Oro al Festival del cinema di Berlino del 1957.